# Humberto Robinson
Humberto Valentino Robinson (25 de junio de 1930 - 29 de septiembre de 2009) fue un exbeisbolista profesional que jugaba como lanzador en las Grandes Ligas Nació en Colón, Panamá. Robinson fue el primer jugador nacido en Panamá en aparecer en un juego de Grandes Ligas. Debutó con los Bravos de Milwaukee el 20 de abril de 1955.

## Carrera
Jugó desde 1955 hasta 1960 para los Bravos de Milwaukee (1955, 1958), los Indios de Cleveland (1959) y los Filis de Filadelfia (1959-60). Listado en 6 pies 1 plg (1,9 m), 155 lb (70,3 kg), Robinson bateó y lanzó con la mano derecha, En una carrera de ocho temporadas, Robinson registró un récord de 8-13 con efectividad de 3.25 y cuatro salvamentos en 102 apariciones, incluidas siete aperturas y dos juegos completos, permitiendo 77 carreras limpias, 189 hits y 90 bases por bolas mientras ponchaba a 114 en 213.0. entradas de trabajo. En 10 temporadas de ligas menores, Robinson compiló un récord de 122–84 con una efectividad de 3.05 para nueve equipos diferentes (1951–57, 1960–62). También fue figura principal en el cuerpo de lanzadores de equipos panameños durante la primera etapa de la Serie del Caribe. Antes de debutar en las mayores, Robinson estableció un récord de la Liga del Atlántico Sur con 23 victorias en 1954. También se destaca por informar sobre una oferta de 1500 dólares para lanzar un juego en 1959.

## Fallecimiento
Robinson murió en Brooklyn, Nueva York a la edad de 79 años, debido a complicaciones de la enfermedad de Alzheimer.